# Узбекский театр музыкальной драмы и комедии имени Мукими
Узбекский театр музыкальной драмы и комедии имени Мукими — один из ведущих музыкальных театров Узбекистана. Труппа успешно ведет гастрольную деятельность, посещает соседние республики. На сцене появляются музыкальные комедии и трагедии по произведениям узбекских, таджикских, китайских, русских и европейских драматургов, классиков и современников.

## История появления театрального коллектива
На благодатной земле Узбекистана с древнейших времен развивались разные направления сценического искусства. До начала XX века сценическое искусство было выражено в уличных представлениях. Представления показывали на праздниках, свадьбах и больших семейных мероприятиях. Выступления народных артистов проходили не на сцене, а в абсолютно разнообразной обстановке и просто при наличии зрителя.
В 1918 году большинство созданных трупп были зарегистрированы как передвижные фронтовые театры. Главным их зрителем стали солдаты. Понимая силу театра и сценического искусства, отдел культуры и образования правительства Турквоенкомата сделал следующие заявления: «Работа в театре — также почётна, как и работа у станка. Пусть каждый, кто чувствует силу, способность и желание, у кого есть желание и способность, идёт работать в театр». Это было особенно важно для края, где, несмотря на массовое увлечение театром, отношение к нему оставалось сложным и очень противоречивым. Многие узбекские семьи в те годы не хотели, чтобы их дети занимались театром.
Предыстория самого театра, началась в 1919 году. Но тогда это был ещё не театр, а труппа имени Карла Маркса, которую создал Совет народных комиссаров из актёрских групп «Турон» и «Фергана». Разместилась труппа в здании филармонии, где и ставила музыкальнее драмы и комедии, а также драматические спектакли.
С середины 1921 года театральные и музыкальные коллективы республики возвращаются с фронта. Несмотря на все финансовые трудности, актёры старались сохранять и развивать национальное искусство. Например, Маннон Уйгур, возглавлявший труппу «Турон», работал одновременно режиссёром, драматургом, художником и парикмахером. А будущий народный артист СССР Аброр Хидоятов продавал билеты на представления на рынке и улицах, готовил афиши. Будущий народный артист СССР, директор оперного театра М. Мухамедов тоже имел вторую профессию, был мастером по ремонту замков.
Официально датой рождения Узбекского государственного музыкального театра имени Мукими считается 30 ноября 1939 года. Премьерой театра была комедия Хамзы «Проделки Майсары», в группу которой вошли крупнейшие мастера узбекского музыкального и драматического театра. Это музыкальная комедия по пьесе Хамзы Хаким-заде Ниёзи с народной артисткой Узбекистана Марией Кузнецовой в главной роли. Позже постановка вошла в репертуар и других театров, стала настоящей классикой. Первыми постановками театра стали «Упрямая дама» (Лопе де Вега), «Осы» (Б. Халил), «Козихон» (Г. Гафуров). Позднее, в 1939 году произошло разделение на оперный (ныне ГАБТ им. Навои (Государственный академический большой театр оперы и балета им. Алишера Навои) и музыкальный (ныне Государственный музыкальный театр им. Мукими).
В годы Второй мировой войны театр одним из первых в Узбекистане создал спектакль о подвигах бойцов и командиров Советской армии. В этот период театр поставил спектакль «Курбон Умаров» (С. Абдуллаев, Хуснуллин; Т. Ялилов), «Касос» (Ш. Тютюнник, А. Умари; Ю. Раджабов, Б. Надеждин), «Офтобхон» (К. Яшин; Х. Тухтасинов). Поставленный в те годы «Нурхон» (К. Яшин; Т. Джалилов) стал образцом жанра узбекской музыкальной драмы. В дальнейшем в репертуар театра вошли пьесы на темы современной жизни Узбекистана. Крупной работой стала музыкальная драма «Тахир и Зухра». Уникальность этого спектакля, отличающегося близостью к народным художественным традициям, заключается в передаче национального музыкального наследия. Самобытность Джалилова проявилась в его оригинальных мелодиях. Однако его деятельность началась ещё в 1929 году, назывался он тогда Узбекский оперный театр, который представлял, как оперное искусство, так и музыкальную драму.
В 1943 году было построено новое здание нынешнего Государственного музыкального театра драмы и комедии им. Мукими. Театр был назван в честь Мухаммада Аминходжи Мукими (1850—1903) — узбекского поэта-просветителя.
В послевоенные годы в репертуаре театра преобладали небольшие темы, настроение псевдодуховности. В результате того, что спектакли были достаточно неглубокими в плане постановки и исполнительского мастерства, положение театра значительно упало, и многие создатели покинули театр. К концу 40-х — началу 50-х годов театральная жизнь значительно оживилась, так как театр был объединён в 1948 году с Янгиюльским музыкально-драматическим театром имени Ташсовета.
Творческое содержание театра изменилось в приходом режиссёра Р. Хамроева (1959-76 гг.), артистов Х. Умарова, М. Исраилова, У. Карабоева, М. Орифбоева, позднее С. Пулатова, Б. Ихтиерова, Х. Шарипова, М. Иванова, Н. Пулатова, Ф. Ахмедова, Т. Назарова, М. Миртолипова. В Результате театр прославился такими спектаклями как «Альпомиш» (С. Абдуллаев; Т. Джалилов), «Фарход и Ширин» (К. Яшин; Ю. Раджабов, Г. Мушель), «Мукимий» (С. Абдуллаев; Т. Ялилов, Г. Мушель), «Сурмахон» (Б. Рахмонов; Т. Ялилов, Л. Степанов), «Равшан и Зулхумор» (К. Яшин; Т. Ялилов) и др.
Наряду с повышением роли музыки в этих спектаклях, освещающих сложные философские темы, строятся хор, балет Мукимовского театра. Расширились его функции, широко использовались метафоры, символика, условные театральные аппликации, а также богатая сценическая композиция, музыкальная многоголосность в трактовке образов.
В 1972 году театр был преобразован в Узбекский государственный музыкальный театр. В сатирических комедиях, как в музыке, так и в исполнении актеров, преобладали юмор, своеобразный острый сарказм, ирония. Но опыт 70-80-х годов показал, что репертуар театра сильно отстал от литературных произведений, созданных в тот период. Сценическое развитие было очень низким, решались сложные темы, акцент делался на создании бытовых комедий, постановке однотипных колоритных пьес. Это было вызвано тем, что молодые творческие люди, пришедшие на смену старшему поколению, еще не были готовы к самостоятельному творчеству.
В конце 80-х — начале 90-х годов репертуар театра пополнился большим количеством сказок и легенд. «Гул и Навруз», «Юсуф и Зулейха», «Шайтан и муриды» и др. Также были поставлены спектакли, освещающие актуальные темы, перестройку и постперестроечный период.
1993-94 гг. репертуар театра пополнился спектаклями: «Bir kam dunyo», «Туйлар Мубарак», «Путешествие в Ташкент» и другими музыкальными комедиями. В этих спектаклях главное место занимали народные лирические мелодии, юмористические, игривые песни. Поставленные в те годы «Нодирабегим», «Если кто-нибудь сдастся» получили признание у зрителей.

## История строительства здания театра
Само здание театра представляет культурную ценность. Оно было построено в 1943-м, как раз в годы войны. Об этом когда-то свидетельствовала памятная надпись на фасаде, которую некоторое время назад убрали.
Удивительно, строительство велось столь быстрыми темпами, что продолжалось только 6 месяцев. Архитекторы Д. Хазанов, В. Тихонов выполнили проект театра в Ташкенте. Принимали участие: инженер А. Рабинович; народные мастера Ю. Мусаев, М. Касимов, Усман Ширин, Ш. Гафуров, Усто Юсуф. Архитектурные формы этого здания построенного в 1943 году были выражены целиком в национальном стиле.
В архитектуре чувствуется обращение к опыту народного узбекского зодчества, для возведения применялись традиционные местные материалы. На центральном фасаде посетителей встречает высокий портал с тремя стрельчатыми арками. Помещения возведены на основе сводов и куполов, здесь не используются деревянные перекрытия, только кирпич и камень.
Усто Юсуф оформил коридорные фойе с резными куполами, установил перекрытия между колоннами и украсил интерьер ганчевой резьбой. Он вырезал на стене зрительного зала изображение винограда и его листьев по ганчу, а в фойе-цветущее абрикосовое дерево. Зрительный зал рассчитан на 800 зрителей. Внутренние помещения (фойе и зал) напоминают о традиционной объемной архитектуре мечетей и медресе (высших и средних духовных школ). В зале полностью отсутствуют колонны, потолочное перекрытие держится только на оригинальной кирпичной кладке. Интерьер украшен карнизами со сложной резьбой, на стены нанесен традиционный орнамент. В боковых и центральном фойе стены и купола покрыты ганчевыми узорами растительного характера — ислими.
В годы независимости театр был впервые реконструирован. Зрители увидели сохраненный, но обновленный облик театра.

## Выдающиеся актеры театра
Лютфи Сарымсакова — актриса театра и кино. Работала во многих театрах Узбекистана.
1. Театр драмы и комедии им. Мукими 1941—1973;
2. Узбекский музыкально-драматический театр 1934—1939;
3. Кокандский музыкально-драматический театр им. Хамзы с 1925 года;
4. Андижанский музыкально-драматический театр;
5. Ферганский узбекский драмтеатр им. Ю. К. Шакаржанова.
В театре драмы и комедии им. Мукими 29 работ в 29 проектах.
Создала глубокие образы матерей, борющихся за счастье своих детей: Кумушхола, Айсара, Кимьё, Старуха-мать («Два коммуниста», «Гульсара», «Нурхон», «Ревшан и Зулхумор» К. Яшена). Среди лучших ролей также: Ширин, Ясуман («Фархад и Ширин» Хуршида), Майсара («Проделки Майсары» Хамзы).
С 1931 года снималась в кино («Крушение эмирата», 1955, «Сыновья идут дальше», 1959, «Ты не сирота», 1962, и др.).
Хамза Умаров — участник Второй мировой войны, актер Театра драмы и комедии им. Мукими с 1950 года, 68 работ в 68 проектах.
С 1950 года — актёр и режиссёр Узбекского театра музыкальной драмы и комедии им. Мукими, автор ряда пьес, которые ставились на сценах театров Узбекистана, Киргизии и Таджикистана.
В кино с 1956 года (первая роль — Салим в фильме «Священная кровь»).
Хамза Умаров активно участвовал в дублировании фильмов на узбекский язык. Озвучил более тысячи ролей, в том числе В. И. Ленина («Рассказы о Ленине», «Шестое июля», «Доверие»), Карла Маркса («Год как жизнь»), Ковпака («Дума о Ковпаке»), Болконского («Война и мир») и другие.
Бахтиёр Ихтияров — актёр театра и кино, театральный и общественный деятель.
Работа:
1. Театр сатиры им. А. Каххара 1988—1991
2. Театр драмы и комедии им. Мукими 1959—1976, 1980—1988
3. Узбекский молодёжный театр «Ёш гвардия» 1976—1980
48 работ в 48 проектах  Театра драмы и комедии им. Мукими.
В 2017 году начались реставрационные работы в здании театра. Свою деятельность на время реставрации труппа не приостанавливала, а продолжала радовать зрителя новыми спектаклями.
Фонд развития культуры и искусства при Министерстве культуры Узбекистана сообщил о начале поэтапного внедрения Единой электронной системы билетных операций (ЕЭСБО) в работу культурных учреждений страны. В 2020 году было принято решение о том, чтобы три театра и музей подключить к Единой электронной системе билетных операций — Бухарский музей-заповедник, а также Большой театр имени Навои, Узбекский драматический театр и музыкальный театр имени Мукими.

## Репертуар театра
Репертуар театра насыщен разноплановыми и трагическими, и комическими спектаклями:
1. «Тумарис» («Тўмарис») — историческая драма об интригах, войнах и жертвах во имя Родины. В роли Тумарис — Наргиза Шахабова.
2. «Тохир Зухра». Пьеса Собира Абдуллы — знаменитого автора узбекской музыкальной драмы. Вечная тема развития нации через страдание, сохранение традиций и самобытности.
3. «Сарвикомат Дессарим» — постановка по знаменитому рассказу Чингиза Айтматова. Этот замечательный спектакль входит в репертуар театра многие годы.
4. «Лейли и Меджнун». Алишер Навои — автор пьесы создал ее на основе народного эпоса. Произведение воспевает чистую божественную любовь. В спектакле остро становятся вопросы социального неравенства и жажды славы — вечные темы, актуальные во все времена.
5. «Уйғониш». Современная история под названием «Пробуждение» о борьбе с коррупцией, обновлении и развитии государства.
6. «Ханума ханум». Знаменитая пьеса, сыгранная во многих театрах по всему миру.
7. «Дилдаги доғ». Драма о судьбах девушек и юношей из Узбекистана, которые ошибочно ступили на путь исламского экстремизма.
8. «Кобил ила Хобил». История Каина и Авеля, перипетии их жизни, любовь и смерть.
9. «Асл Хазина» — вопросы чести и подлинного богатства души. Семейная история, печальная и обнадеживающая.
10. «Олифта». Это произведение поставили в театре Мукими еще в 70-х годах прошлого века. Тема человеческого счастья не теряет своей актуальности.
11. «Антиқа совчилар» — забавная и поучительная пьеса о женитьбе.
12. «На малакман, на фаришта» Пьеса Насруллы Кобула. Спектакль основан на исторических фактах. О последних годах жизни Машраба.